# Koko le clown
Pour les articles homonymes, voir Koko.

Koko le clown est le nom du personnage principal de la série surréaliste et burlesque Out of the Inkwell (« Sorti de l'encrier ») des pionniers du genre, les frères Max et Dave Fleischer. La série mêle prise de vue réelle, dessin animé et « stop motion » et sera produite de 1918 à 1929 par J. R. Bray Studios de 1918 à 1921 puis Inkwell Studio de 1921 à 1926, et enfin Inkwell Imps de 1926 à 1929.

## Histoire

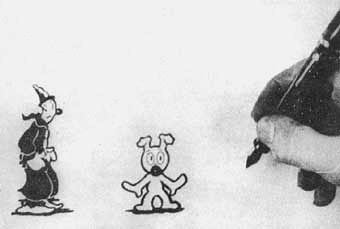
Koko le clown et Fitz le chien dans Koko Chop Suey (1927).

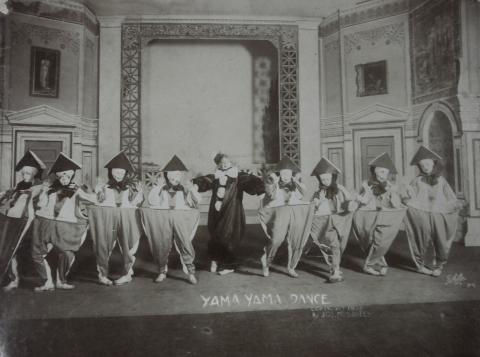
Bessie Mc Coy dans son costume en 1908

Après avoir fait deux tests avec sa machine récemment inventée, le rotoscope, Max Fleischer a filmé son frère Dave dans un costume de clown. Après avoir décalqué les images du film totalisant quelque 2500 dessins pendant un an de travail, le personnage « The Clown » est né (il ne sera baptisé que « Koko the Clown » en 1924 seulement). Son costume doit beaucoup à celui de Bessie McCoy, qui interprète en 1909 la chanson comique The Yama Yama Man (en) crée pour un spectacle joué alors à Broadway, The Three Twins. Dans une partition de musique où l'on voit « The Clown » en couverture on peut lire le titre « Out of the Inkwell, The new Yama Yama Clown ». Pour le maquillage de Koko, l'influence vient des clowns blancs du début du siècle, les frères Fratellini, Foottit (pour ne citer qu'eux), inspirés eux-mêmes des personnages de la Comedia dell'arte, Pedrolino (le Pierrot français) ou encore Pagliaccio (celui de l'Opéra italien Pagliacci).
La série a été si populaire aux Etats-Unis qu'en 1921 Max et Dave Fleischer ont créé leur propre studio : « Out of the Inkwell Films, Inc. » 
En 1924, lorsque l'animateur Richard "Dick" Huemer est arrivé au studio en tant que superviseur de l'animation (après avoir animé la série Mutt and Jeff pendant huit ans), il a retravaillé le « Clown », l'a redessiné, puis lui a donné un nom: Ko-Ko le Clown. C'est aussi lui qui a créé son compagnon, Fitz le chien, faisant de Koko le Clown et Fitz un duo de clown classiques, clown blanc et auguste. Richard Huemer a aussi rendu l'animation de Koko plus cartoon en éloignant les frères Fleischer de la rotoscopie devenue un peu trop systématique.
Selon les films, le nom du personnage est orthographié « Ko-Ko » ou « Koko ». Dans les films produits de 1924 à 1927, le nom du clown était tiré d'un trait d'union, « Ko-Ko ». Celui-ci a été abandonné en raison de problèmes juridiques liés à la faillite de la société de diffusion de la série, Red Seal. La série a continué pendant deux ans jusqu'en juillet 1929, mais en raison d'une mauvaise gestion du président de Red Seal, les Inkwell Studios ont déposé le bilan la même année et Koko a été mis au placard pendant deux ans. En 1931, une fois les brouilles juridiques résolues, Koko le Clown est réapparu dans le Betty Boop de 1931 The Herring Murder Case, puis reviendra fréquemment dans la série Fleischer Talkartoons (en) (1929 à 1932) aux côtés de Betty Boop et Bimbo. Il apparaîtra pour la dernière fois dans le Betty Boop de 1934 Ha! Ha! Ha! (en), un remake d'un court muet issu de la période Out of the Inkwell : The Cure de 1924.

## Koko en couleur
Koko apparaît en couleur pour la première fois (vêtu d'un costume rouge et jaune) dans le dessin animé de 1949 Toys Will Be Toys (en), un épisode de la série des « Screen Songs » produite par Famous Studios. En 1958, Max Fleischer fit revivre Out of the Inkwell pour la télévision, et une série de 100 épisodes en couleur fut produite de 1960 à 1961 par Hal Seeger. Koko apparaît dans cette nouvelle série avec un costume bleu et jaune, et sa voix est celle de l'acteur Larry Storch, célèbre pour ses doublages de voix de dessins animés.